# Giardino Inglese

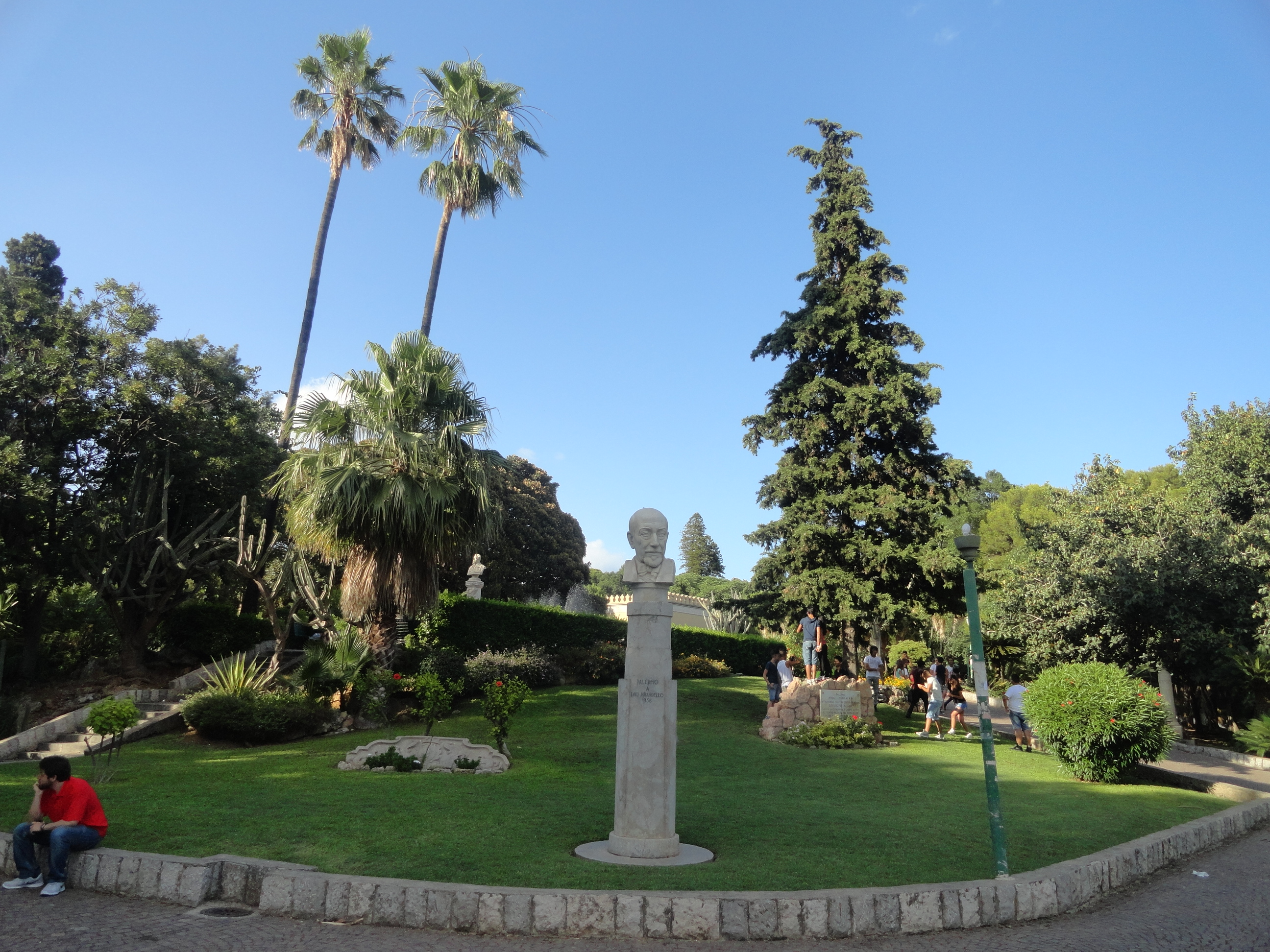
Büste im englischen Garten von Palermo

Der Giardino Inglese (Englischer Garten) ist ein Park in Palermo. Er liegt am Viale della Libertà.
Der Park wurde 1851 von Giovanni Battista Filippo Basile im Stil eines Englischen Landschaftsgartens mit Hügeln und Seen und anderen Landschaftselementen angelegt, in Zusammenarbeit mit Vincenzo Tineo, dem damaligen Direktor des örtlichen Botanischen Gartens. Unter den Pflanzen des Parks fallen vor allem einige Exemplaren des Ficus magnolioides auf.
Außerdem stehen in dem Park einige Plastiken, darunter die 1878 von Benedetto Civiletti geschaffene Marmorgruppe der Brüder Canaris, Freiheitskämpfern im griechischen Unabhängigkeitskrieg und ein 1892 von Vincenzo Ragusa geschaffenes Denkmal von Giuseppe Garibaldi. Am Fuß des Denkmals befindet sich ein bronzener Löwe, der eine Kette in Stücke zerreißt von Mario Rutelli. Weiter finden sich Büsten von Luigi Pirandello, Edmondo De Amicis, Cesare Battisti u. a.